# 艾多尼數
艾多尼數（Idoneal number），又稱合適數（suitable numbers）或方便數（convenient numbers），指的是一個有如次性質的正整數{\displaystyle D}：若對於{\displaystyle D}而言，任何能唯一地表示成{\displaystyle x^{2}\pm Dy^{2}}（其中{\displaystyle x^{2}}和{\displaystyle Dy^{2}}互質）這種形式的正整數，都必然是質數的次方或質數的次方的兩倍，則稱{\displaystyle D}為艾多尼數。特別地，在{\displaystyle D}是艾多尼數的狀況下，任何能非唯一地表示成{\displaystyle x^{2}\pm Dy^{2}}這種形式的正整數，都必然是合成數。所有的艾多尼數都可生成包含無限多個質數、但同時也遺漏無限多個質數的集合。

## 詞源
英語中的「idoneal」一詞，來自拉丁語的「idoneus」；而拉丁語的「idoneus」的意思是「合適的、合宜的、方便的」或「足夠的」。

## 定義
一個正整數{\displaystyle D}是艾多尼數，當且僅當不存在三個彼此相異的正整數{\displaystyle a,b,c}，使得{\displaystyle D=ab+bc+ac}。
考慮{ n + k2 |  3 . k2 ≤ n ∧ gcd (n, k) = 1 }這樣的集合是充分的，如果所有集合中的元素都是形如p、p2、2 · p或{\displaystyle 2^{s}}這樣的數（其中p是質數而s是任意正整數），那麼n是艾多尼數。

## 猜想的完整列表
以下是萊昂哈德·歐拉和卡爾·弗里德里希·高斯發現的65個艾多尼數，而有猜想認為，這65個數就是所有的艾多尼數：
1, 2, 3, 4, 5, 6, 7, 8, 9, 10, 12, 13, 15, 16, 18, 21, 22, 24, 25, 28, 30, 33, 37, 40, 42, 45, 48, 57, 58, 60, 70, 72, 78, 85, 88, 93, 102, 105, 112, 120, 130, 133, 165, 168, 177, 190, 210, 232, 240, 253, 273, 280, 312, 330, 345, 357, 385, 408, 462, 520, 760, 840, 1320, 1365, 1848 （OEIS數列A000926）
艾多尼數和複二次域的性質相關；而從彼得·溫伯格在1973年的一篇關於複二次域的證明中，可導出說除了上述的艾多尼數外，至多只有兩個額外的艾多尼數；而在廣義黎曼猜想成立的狀況下，上述的艾多尼數就是所有的艾多尼數。此外一些文獻聲稱，溫伯格的結果可導出至多只有一個額外的艾多尼數，但這是錯誤的。

## 資料出處
1. ↑  . Oxford English Dictionary.   [2025-01-20] （英语）.
2. ↑  Eric Rains, A000926 Comments on A000926, December 2007.
3. ↑  Roberts, Joe: The Lure of the Integers. The Mathematical Association of America, 1992
4. ↑  Acta Arith., 22 (1973), p. 117-124
5. ↑  Kani, Ernst.  (PDF). Annales des Sciences Mathématiques du Québec. 2011, 35 (2). Corollary 23, Remark 24.

## 外部連結
- K. S. Brown, Mathpages, Numeri Idonei
- M. Waldschmidt, Open Diophantine problems
- 埃里克·韦斯坦因. . MathWorld.